# Copperhill
Copperhill est une ville américaine du comté de Polk dans l’État du Tennessee. Lors du recensement de 2010, sa population s’élevait à 354 habitants.

## Histoire
La fondation et le développement de la ville sont liés à l’exploitation des gisements de minerai de cuivre. Ceux-ci sont découverts en 1843 et rapidement, des mineurs gallois, qui détenaient alors le secret de l'extraction du cuivre et des métaux précieux associés (or et argent), édifient assez anarchiquement, une petite ville champignon, loin de tout chemin de fer.
Les opérations métallurgiques dégradent alors considérablement l'environnement. En effet, les opérations de pyrométallurgie nécessitent du combustible : en 1870, plus de 13 000 ha sont déboisées. Mais surtout, les fumées riches en soufre génèrent des pluies acides qui détruisent toute la végétation environnante. Et bien que les usines sont contraintes, à partir de 1904, de collecter toutes leurs fumées pour les évacuer par de hautes cheminées, la végétation reste anéantie jusqu'à la fin du XXe siècle.
Après la Seconde Guerre mondiale, le tassement de la demande, la concurrence de mines plus riches et l'automatisation des procédés entraînent la disparition continue d'emplois, et donc d'habitants. En 1985, la Tennessee Chemical Company annonce la fermeture progressive de l'activité : les derniers emplois industriels disparaissent. L'extraction minière s'arrête en 1987, alors que la production d'acide sulfurique continue jusque dans les années 1990. À cette époque, un vaste plan d'afforestation commence pour régénérer les sols dégradés,.
En 1996, la tenue des épreuves de slalom de canoë-kayak aux Jeux olympiques à l'Ocoee Whitewater Center (en), sur l'Ocoee, dans la ville voisine de Ducktown, relance l'économie locale. Depuis, la ville vit essentiellement du tourisme, l'offre d’activités de sports d'eau vives étant complétée par la randonnée pédestre et la pratique du vélo tout terrain.